# St. Maria und Georg (Rauenstein)

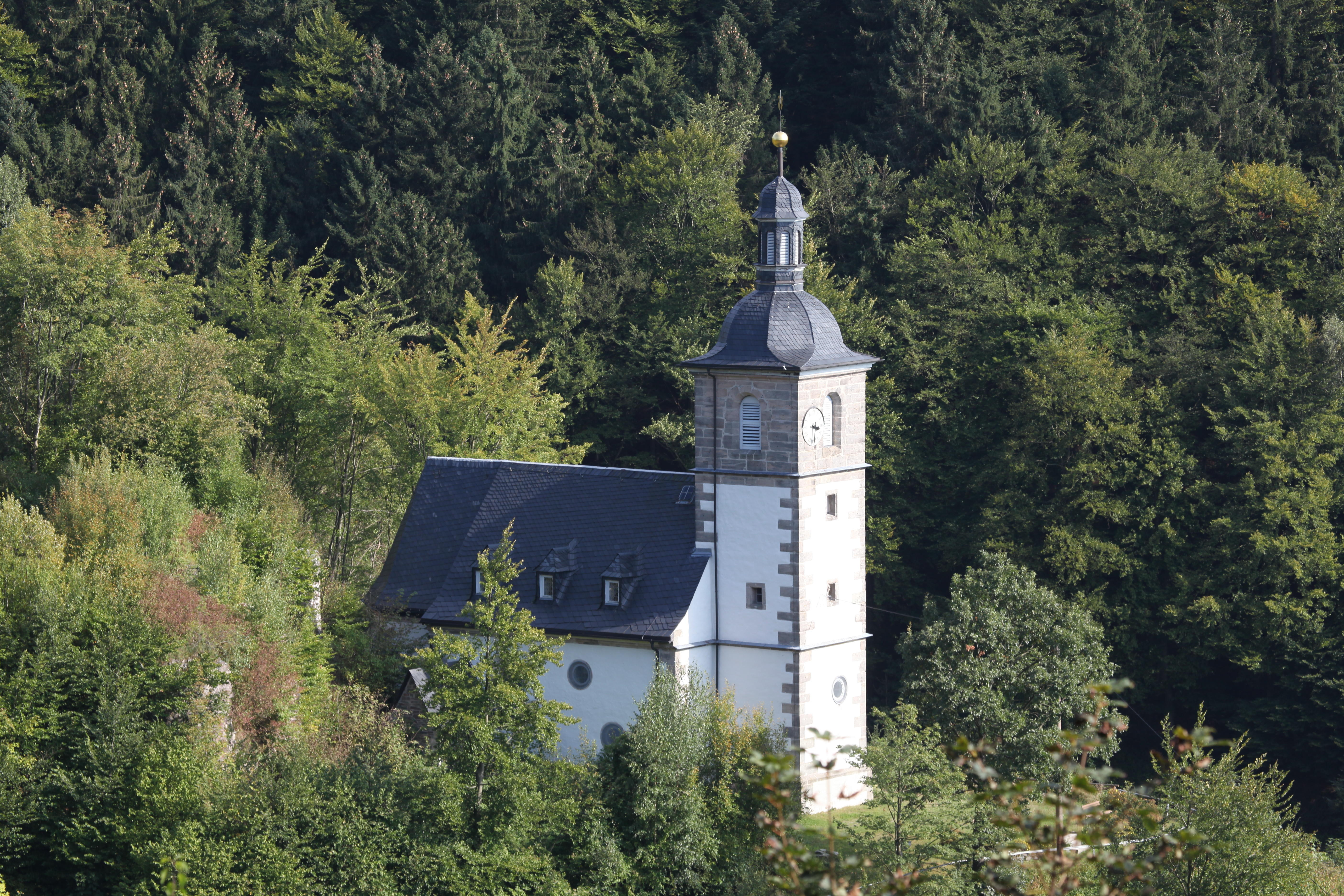
Marien-Georgs-Kirche Rauenstein

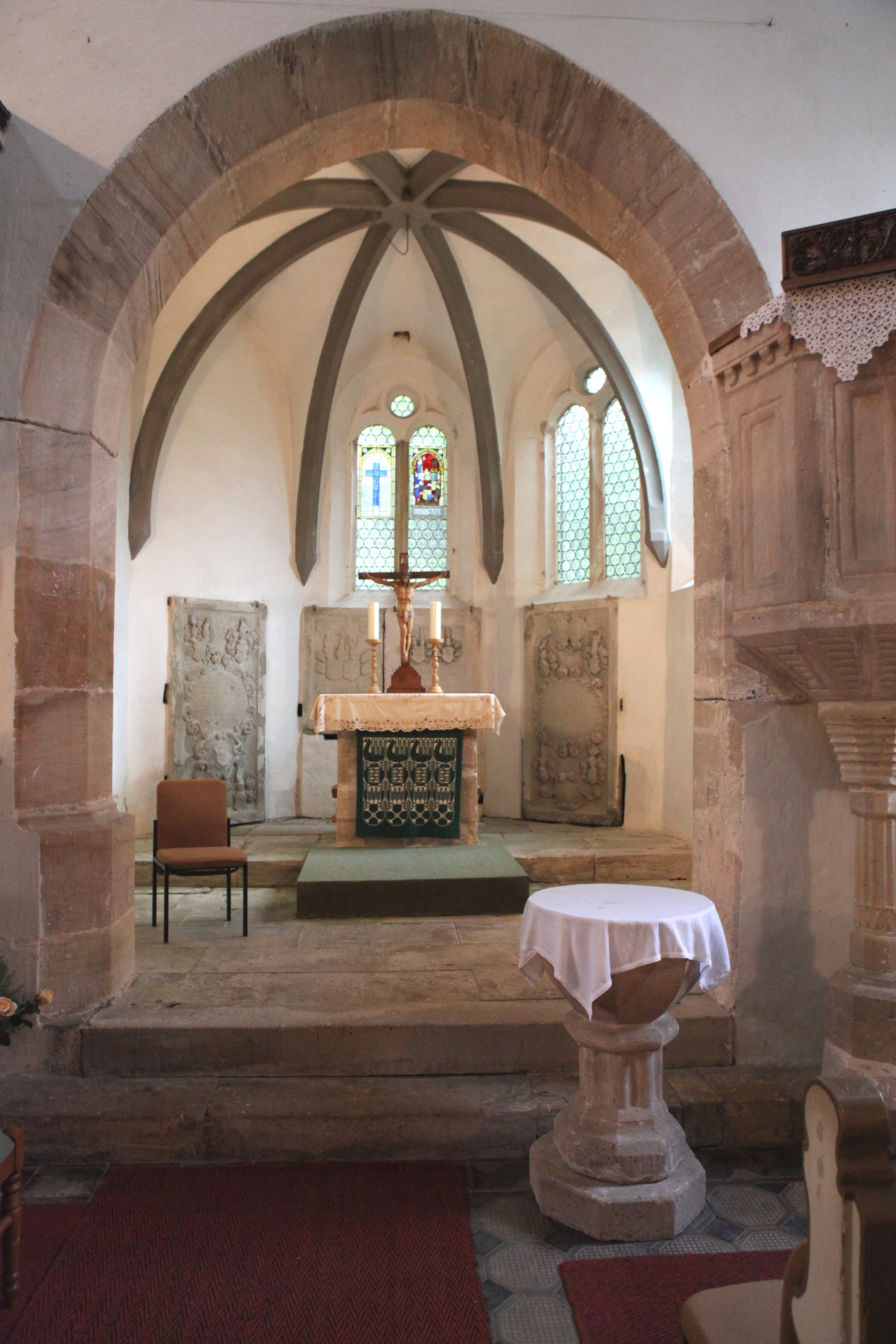
Chor

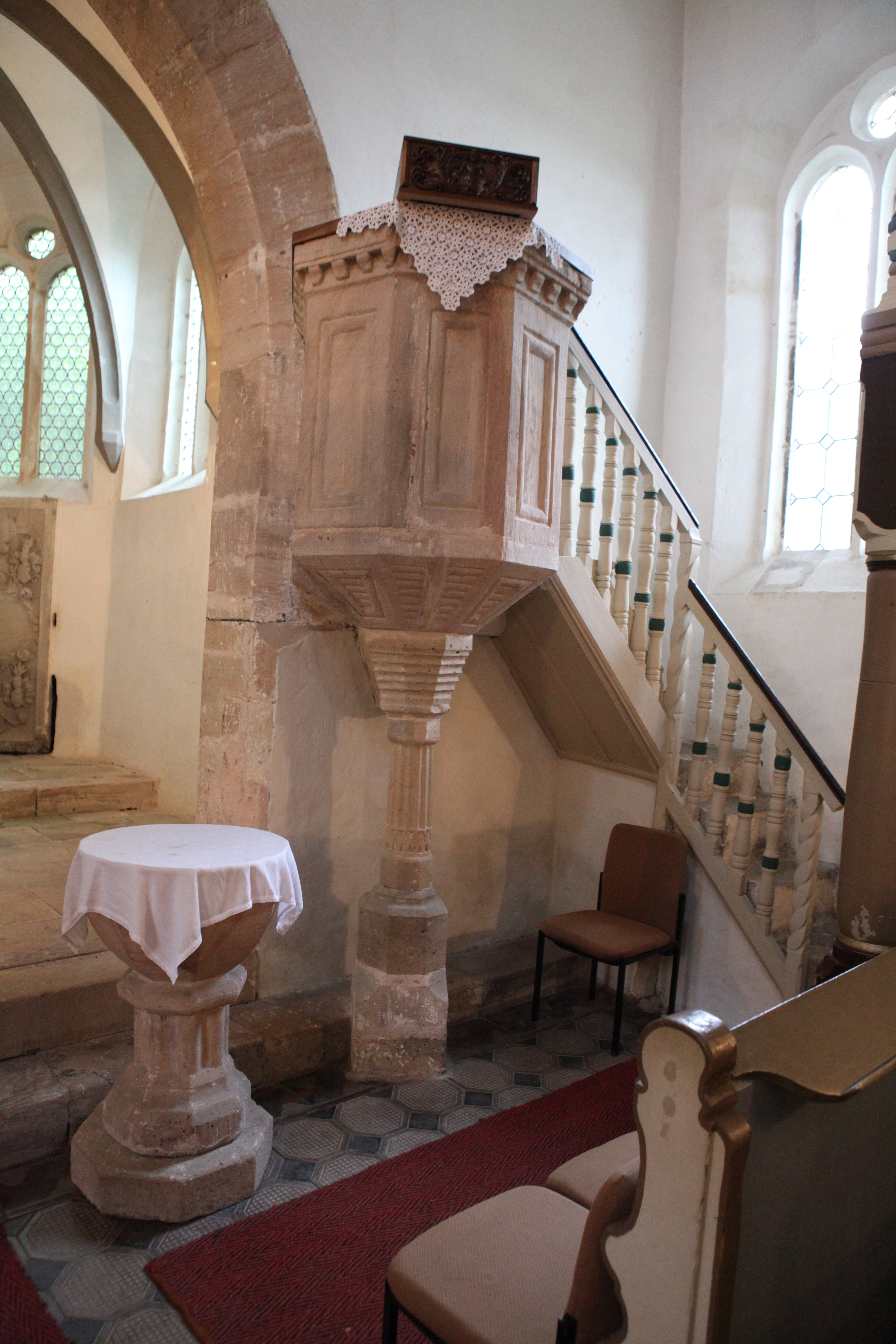
Kanzel

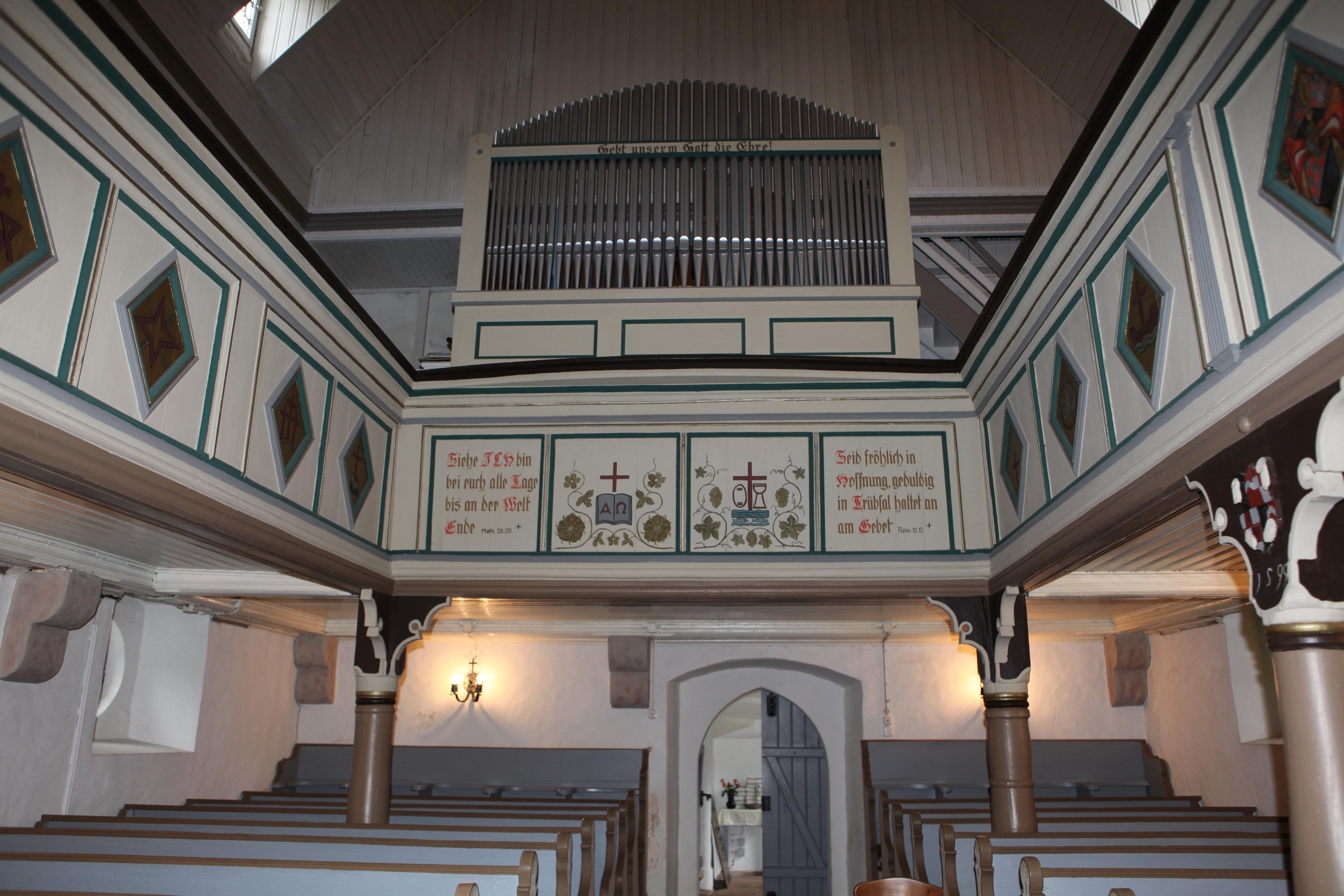
Orgel

Die evangelisch-lutherische Kirche St. Maria und Georg in Rauenstein, einem Ortsteil der Gemeinde Frankenblick im Landkreis Sonneberg (Thüringen), stammt in ihrem Kern aus dem 15. Jahrhundert. Sie steht das Ortsbild prägend am südwestlichen Steilhang des Burgberges.

## Geschichte
Eine Burgkapelle, der 1349 von den Herren Schaumberg errichteten Burganlage, ist mit der Nennung eines „Altars zu Rauenstein“ für das Jahr 1366 belegt. Nach der Zerstörung von Burg und Kapelle stellte 1453 der Augsburger Bischof und Kardinal Peter von Schaumberg einen Ablassbrief zum Wiederaufbau des Gotteshauses aus. In der Folge entstand eine spätgotische Kirche, die 1569 durch ein Feuer zerstört und bis 1599 mit dem heutigen Langhaus wieder errichtet wurde. Im Jahr 1670 waren Erneuerungsarbeiten abgeschlossen, die auch die oberen Geschosse des Turmes mit der heutigen Gestalt umfassten.
1862 bis 1864 erfolgten im Rahmen von Renovierungsarbeiten die farbliche Neufassung des Innenraums und der Einbau einer neuen Orgel. Umfassende Renovierungsarbeiten und der Anbau der Sakristei kamen 1954 zur Ausführung. Zwischen 1980 und 1990 war der Hausschwamm Grund von Sanierungsarbeiten.
Ursprünglich hatte die Kapelle den Status einer Privatkapelle der Herren von Schaumberg. Nach längeren Auseinandersetzungen über die Pfarreirechte gehörte Rauenstein nach 1700 zum Sprengel von Schalkau. 1892 wurde die Gemeinde ausgegliedert und 1903 mit Meschenbach zusammengeschlossen. 1978 wurden Grümpen und Theuern angegliedert.

## Gestaltung
Die Kirche steht in exponierter Lage am südwestlichen Steilhang des Burgberges, am Aufgang zur Burg Rauenstein. Die Saalkirche hat im Osten einen spätgotischen, eingezogenen, polygonal geschlossenen Chor mit Spitzbogenfenstern. Er wird von einem Sterngewölbe überspannt und durch einen Triumphbogen vom Langhaus getrennt. Die Fassade des Langhauses besteht aus Bruchsteinmauerwerk. Sie ist teilweise verputzt und durch Eckquaderung sowie durch Rundbogen- und Rundfenster gegliedert. Das Langhaus hat eine Flachdecke, die seitlich abgeschrägt ist. Umlaufend ist an drei Seiten eine eingeschossige Empore vorhanden. Der Kirchturm steht am westlichen Ende. Er besitzt einen rechteckigen Grundriss und eine Welsche Haube mit einer Laterne.
Zur Ausstattung der Kirche gehört eine Kanzel aus dem 16. Jahrhundert, die einen polygonalen Kanzelkorb mit Zahnschnittabschluss hat und auf einer kannelierten Säule mit Rautenmuster steht. Das Kruzifix fertigte 1894/95 die Schalkauer Fachschule für Zeichnen, Holzschnitzen und Modellieren.
Die Emporenbrüstungen wurden 1894 mit Wappendarstellungen bemalt, die einen Bezug zur Geschichte der Familie von Schaumberg haben. Im Chor stehen die Grabsteine von Georg Sebastian von Schaumberg (1638), Sophia Katharina von Schaumberg (1676), Georg Dietrich von Schaumberg (1678) und Henriette Marie von Schaumberg (1693). Über dem Triumphbogen befindet sich ein Sgraffito, den Hl. Georg darstellend, das 1954 der Poppenhauser Künstler Alfred Carl schuf.
Die Orgel fertigte 1931 G. F. Steinmeyer & Co. Drei Eisenhartgussglocken, 1920 von Schilling & Lattermann in Apolda gegossen, hängen im Kirchturm.